# La Asunción (Costa Rica)
La Asunción es un distrito del cantón de Belén, en la provincia de Heredia, de Costa Rica.

## Geografía
La Asunción cuenta con un área de 4,57 km² y una altitud media de 945 m s. n. m.

## Demografía
Para el año 2022, La Asunción cuenta con una población estimada de 4281 habitantes, y para el último censo efectuado, en 2011, La Asunción contaba con una población de 5651 habitantes.

## Localidades
- Barrios: Arbolito, Bonanza, Bosques de Doña Rosa, Cariari (parte), Chompipes (parte), Cristo Rey (parte).

## Transporte

### Carreteras
Al distrito lo atraviesan las siguientes rutas nacionales de carretera:
- Ruta nacional 1
- Ruta nacional 111

### Ferrocarril
El Tren Interurbano administrado por el Instituto Costarricense de Ferrocarriles, atraviesa este distrito.